# Ingrid Ebouka-Babackas
Ingrid Olga Ghislaine Ebouka-Babackas es una política congoleña. Desde el 7 de mayo de 2016, es la ministra de Planificación, Estadística e Integración Regional.
Previamente fue la Directora general de Instituciones Financieras Nacionales en el Ministerio de Economía, Finanzas, Presupuesto y Cartera Pública.

## Biografía
Ingrid Olga Ghislaine Ebouka-Babackas, hija del exministro de Finanzas Édouard Ebouka-Babackas. Después de estudiar finanzas en París (Francia), regresó al Congo y trabajó en varias instituciones financieras, incluida el Banco Internacional del Congo y la Comisión Banquera de África Central (2001-2011). Posteriormente, sería miembro del National Credit Council, del National Monetary and Financial Committee y del Central African Financial Stability Committee. Más tarde, fue nombrada directora general de Instituciones Financieras Nacionales del Ministerio de Economía, Finanzas, Presupuesto y Cartera Pública. En ocasión de la elección presidencial 2016, formó parte del equipo de la Campaña Nacional de Denis Sassou-Nguesso. Tras la reelección de este último, fue nombrada Ministra de Planificación, Estadística e Integración Regional el 30 de abril de 2016 en el gobierno de Clément Mouamba, sucediendo a Léon Raphaël Mokoko.
Durante la transferencia de poder, el 7 de mayo, ella mencionó que estaba comprometida en crear estadísticas nacionales más confiables.

## Portales
- Portal:Ciencia política. Contenido relacionado con Ciencia política.
- Portal:República del Congo. Contenido relacionado con República del Congo.